# Завадовская, Елена Михайловна
Графиня Еле́на Миха́йловна Завадо́вская урождённая Вло́дек (2 декабря 1807, Санкт-Петербург— 22 марта 1874, Санкт-Петербург) — известная в своё время красавица, ей посвящали стихи А. С. Пушкин, И. И. Козлов и князь П. А. Вяземский, знакомая М.Ю. Лермонтова.

## Биография
Дочь польского дворянина, генерала от кавалерии Михаила Фёдоровича Влодека (1780—1849) от брака его с фрейлиной графиней Александрой Дмитриевной Толстой (1788—1847), дочерью графа Д. А. Толстого и правнучкой княгини Е. Н. Вяземской. 31 октября 1824 года вышла замуж за обер-прокурора Сената графа Василия Петровича Завадовского (1798—1855). Венчались в Петербурге в Казанском соборе. По поводу их брака Вяземский писал, что «один из северных цветков, и прекраснейший, вчера был сорван Завадовским».

Была одной из самых блистательных великосветских красавиц пушкинского времени. Красота её была наследственной; мать её, в своё время воспетая Н. М. Карамзиным, также отличалась красотой. По выражению современницы, графиня Завадовская «убивала всех своей царственной, холодной красотой», и «представляла собой роскошную фигуру Юноны». Об её исключительной внешности не переставали твердить воспоминания и письма той эпохи. По словам Долли Фикельмон:
Мадам Завадовская полностью оправдывает репутацию красавицы. Высокая, статная, с великолепными правильными чертами, ослепительным цветом лица... У неё ровный характер, она не столь переменчива, как остальные.

Современники писали о её уме, образованности и литературных интересах. Пушкин посвятил ей стихотворение «Красавица», по мнению некоторых он описал её в строфах «Евгения Онегина» в образе Нины Воронской.
 Смотрите: в залу Нина входит,

 Остановилась у дверей

 И взгляд рассеянный обводит

 Кругом внимательных гостей

 В волненьи перси, плечи блещут,

 Вкруг стана вьются и трепещут

 Прозрачной сетью кружева,

 Горит в алмазах голова;

 И шелк узорной паутиной

 Сквозит на розовых ногах…

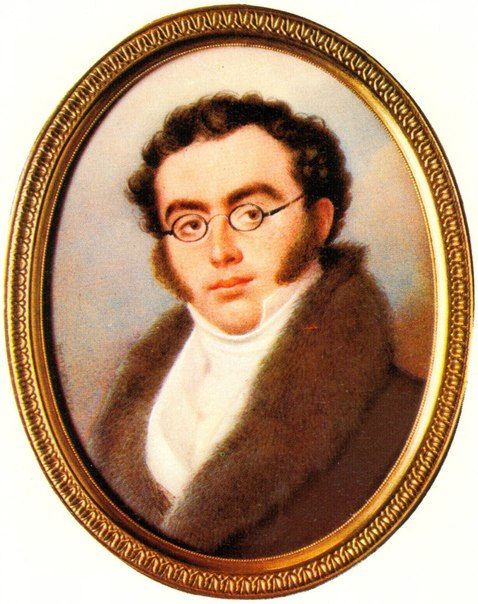
Василий Завадовский

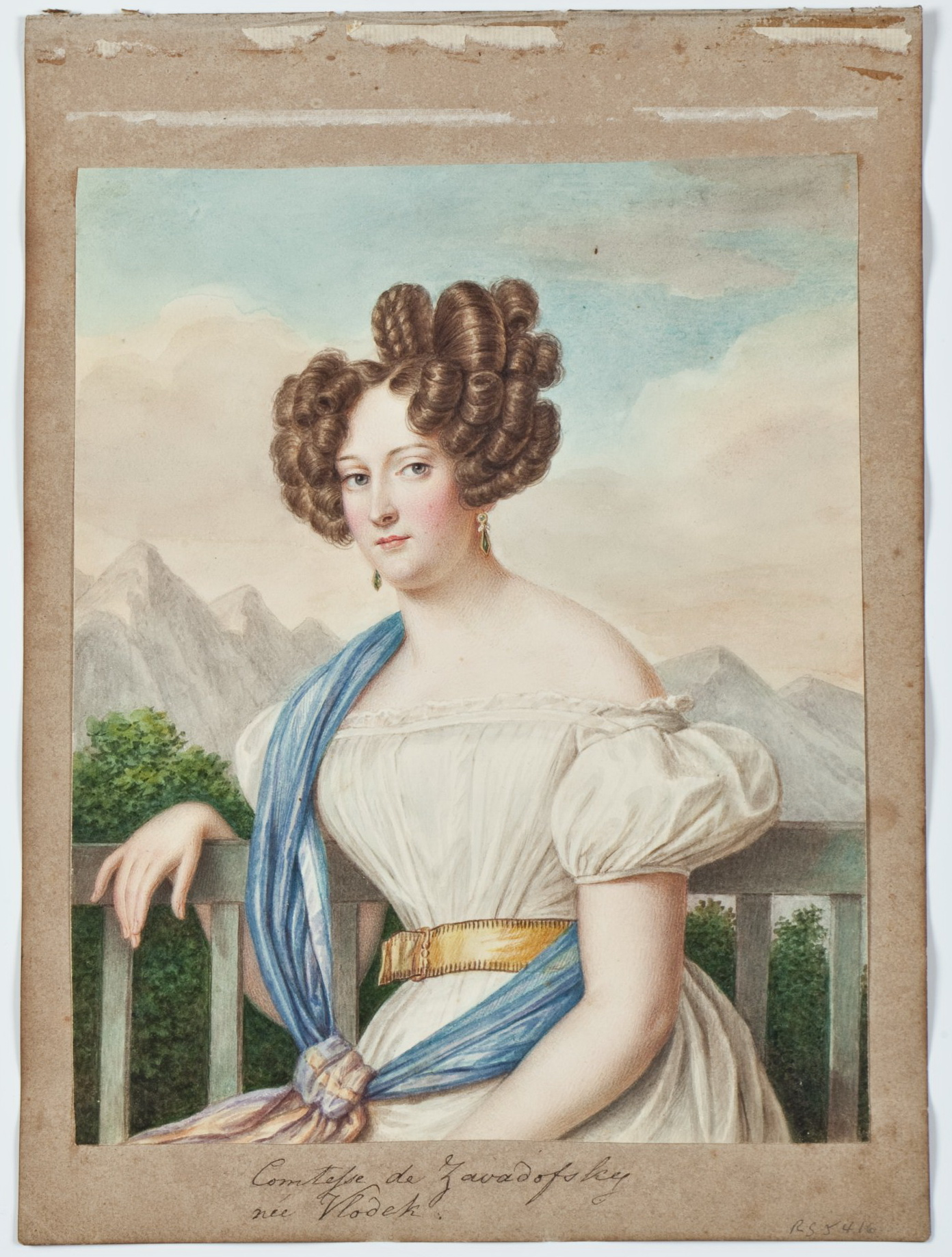
Портрет графини Завадовской из «Акварельного Альбома Миддлтона» Брайана Сирби, 1820-е

Супруги Завадовские были в милости при дворе и считались самой прелестной и модной парой в Петербурге. Однако вскоре все изменилось. Граф Завадовский начал пить и совершенно расстроил своё состояние. Жена его, по свидетельству Фикельмон, «не пользовалась репутацией святой». В 1830 году у неё начался роман с генералом С. Ф. Апраксиным, который длился около шести лет. В конце 1830-х годов Завадовские уехали на несколько лет за границу. По словам А. Н. Карамзина, в Париже, на балах 1837 года, графиня была первой красавицей. Позже супруги отправились в Англию, где граф Завадовский сделался совершенным англоманом, а Елена Михайловна состояла в почти открытой связи с богатым «герцогом-холостяком» Девонширским, чем, как говорили злые языки, существенно поправила материальное положение семьи и попала, наконец, в знаменитый «book of beauty» (список красавиц).
Вернувшись в Петербург, Завадовские вновь пустились в мотовство и удивляли все общество блестящей, невиданной роскошью своего дома. Дворец Завадовских на Невском проспекте, 48 представлял собой невероятное собрание всех возможных сокровищ моды и роскоши и по внутреннему убранству был на шаг впереди всех других петербургских особняков. Но поддержание этого блеска не соответствовало их состоянию, оно опять начало таять. Отчасти поэтому, а частично из-за своих привычек и вкуса, Елена Михайловна, которую после Лондона (из-за вывезенной ею оттуда репутации) очень уже холодно принимали при дворе, весной 1842 года вновь уехала за границу. Смерть её единственного сына разрушила вконец остатки состояния Завадовских.
Завещанное ему в 1833 году богатое наследство от родственника было разделено между его родителями и братом отца. Дела и средства Завадовских расстроились до такой степени, что они были вынуждены в 1843 году продать своё родовое имение Драбов. В 1855 году Елена Михайловна овдовела, в это время она все ещё оставалась прекрасной. Граф М. Д. Бутурлин, видевший её в 1860 году в Петербурге, отмечал, что даже спустя тридцать лет, с тех пор, когда Завадовская была одной из первых красавиц, изменилась она мало. Умерла от отёка лёгких 22 марта 1874 года, похоронена рядом с мужем и сыном в Фёдоровской церкви Александро-Невской лавры.

## Дети
В браке был только один ребёнок — сын:
- Пётр (17.11.1828[12]—20.12.1842), крещен 5 декабря в Казанском соборе, крестник Николая I и княгини Е. Н. Вяземской. Умер в Неаполе от нервической горячки, похоронен в Александро-Невской лавре, Федоровская церковь.